# Anolis koopmani
Anolis koopmani är en ödleart som beskrevs av  Rand 1961. Anolis koopmani ingår i släktet anolisar, och familjen Polychrotidae. IUCN kategoriserar arten globalt som starkt hotad. Inga underarter finns listade i Catalogue of Life.